# Gimme Shelter
Gimme Shelter – utwór rockowy zespołu The Rolling Stones, jedna z najbardziej znanych piosenek tego zespołu.
Utwór był nagrywany w lutym i listopadzie 1969 roku. Po raz pierwszy ukazał się na płycie Let It Bleed wydanej 28 listopada tego samego roku. Napisana została przez Micka Jaggera i Keitha Richardsa. Gościnnie użycza w nim wokalu Merry Clayton. Utwór w pełnej wersji trwa 4 minuty 37 sekund.
Piosenka kojarzona jest z reżyserem Martinem Scorsese oraz aktorem Robertem De Niro, gdyż pojawia się w wielu ich filmach (np. Chłopcy z ferajny, Kasyno).
W 2004 utwór został sklasyfikowany na 38. miejscu listy 500 utworów wszech czasów magazynu Rolling Stone.

## Inne wersje
- Ruth Copeland z zespołem Parliament na albumie Self Portrait (1969)
- Merry Clayton, singiel (1970)
- Grand Funk Railrad, singiel i na albumie Survival (1971)
- Maxayn, singiel (1971)
- The Sisters of Mercy, singiel (1983) i na albumie Some Girls Wander by Mistake (1992)
- The Divine Horseman, na albumie Middle of the Night (1987)
- Goo Goo Dolls, na albumie Jed (1989)
- Meat Loaf, w czasie występów w latach 80.
- Inspiral Carpets, singiel (1990)
- Holy Soldier, na albumie Last Train (1992)
- Hawkwind, na albumie It Is the Business of the Future to Be Dangerous (1993)
- Michael Hedges, na albumie Strings on Steel (1993)
- Thunder, na albumie Their Finest Our (1995)
- The Hellacopters, na albumie Like No Other Man (1998) i Cream of the Crap Vol. 1 (2002)
- Ashley Cleveland, na albumie You Are There (1998)
- Rio Reiser, na występach i albumie Am Piano 2 (1999)
- John Mellencamp, w czasie występów w 2001 roku.
- Patti Smith, na albumie Twelve (2007)
- New Model Army feat. Tom Jones, na albumie "Gimme Shelter (Alternative)" (2010)